# Fraktal

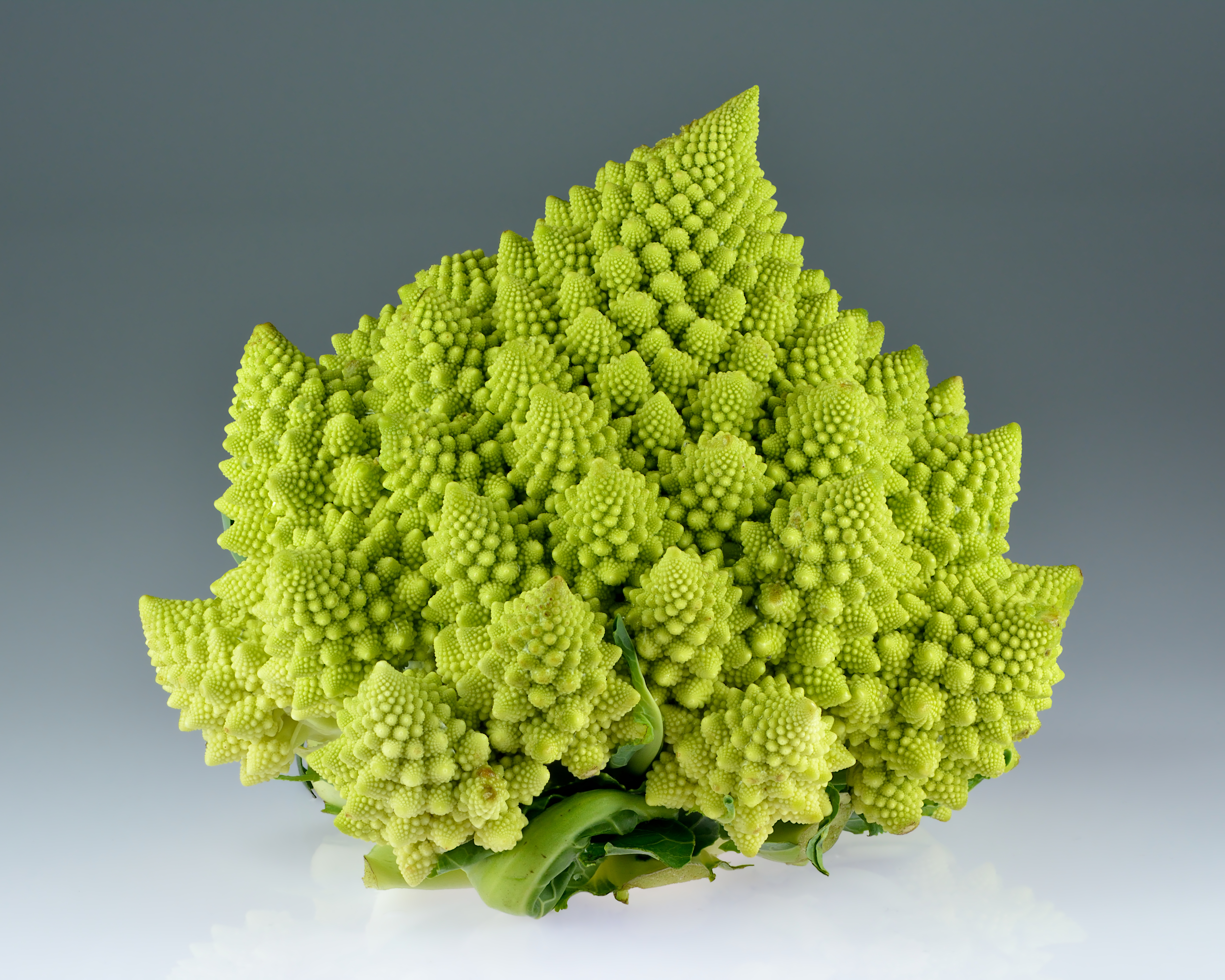
Broccolo (ibland Romanesco) är ett exempel på en naturlig approximativ fraktal.

En fraktal är ett geometriskt mönster med struktur i alla skalor. Medan vanliga kurvor ser raka ut om de förstoras tillräckligt har fraktaler små detaljer oberoende av hur mycket de förstoras. De fraktala mönstren (i 2D) eller strukturerna (vid 3D) skapas vanligtvis genom olika matematiska transformationer som upprepas (itereras) ett stort antal gånger. Ett klassiskt exempel på en fraktal är Mandelbrotmängden. Många fraktaler har självliknande egenskaper, men den formella definitionen är att de har en Haussdorffdimension större än sin topologiska dimension.
I naturen finns fraktallika mönster till exempel i träds grenverk, där kvistar sitter på grenar som sitter på större grenar, vilka alla har liknande struktur, eller kuststräckor, där mer och mer detaljer framträder på kartor med större skala, ned på sandkornsnivå.

## Historia

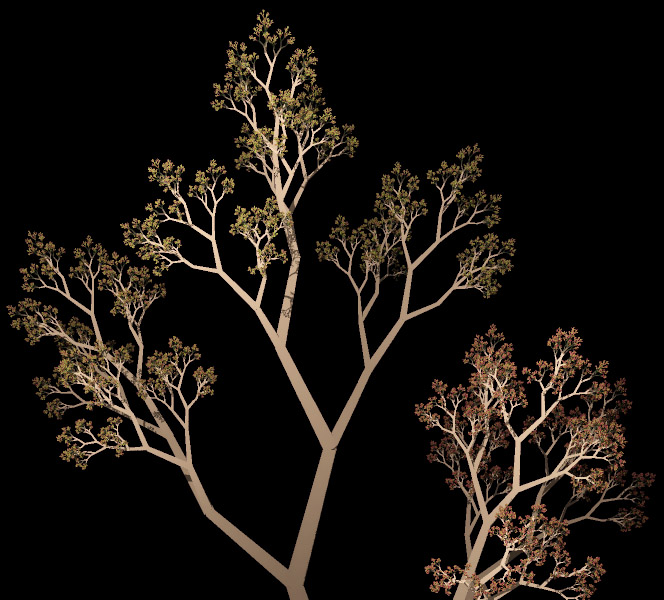
Fraktalträd

Ordet fraktal skapades på 1970-talet av matematikern Benoît B. Mandelbrot och kommer av latinets fractus som betyder "bruten" (fraktion) och syftar på att fraktaler ofta har dimensionstal som inte är heltal. En sierpinskitriangel har till exempel dimensionen {\displaystyle \log 3/\log 2\approx 1,58}. 
Mandelbrot är den person som populariserat fraktalmatematiken, men var inte den förste att arbeta med liknande system. Redan cirka 100 år tidigare skapades de första fraktala funktionerna av bland annat Georg Cantor och Giuseppe Peano. Svensken Helge von Koch beskrev redan år 1904 Koch-kurvan och von Kochs snöflinga. Andra pionjärer var till exempel Pierre Fatou, Gaston Julia och Karl Menger.

## Fraktalers dimension

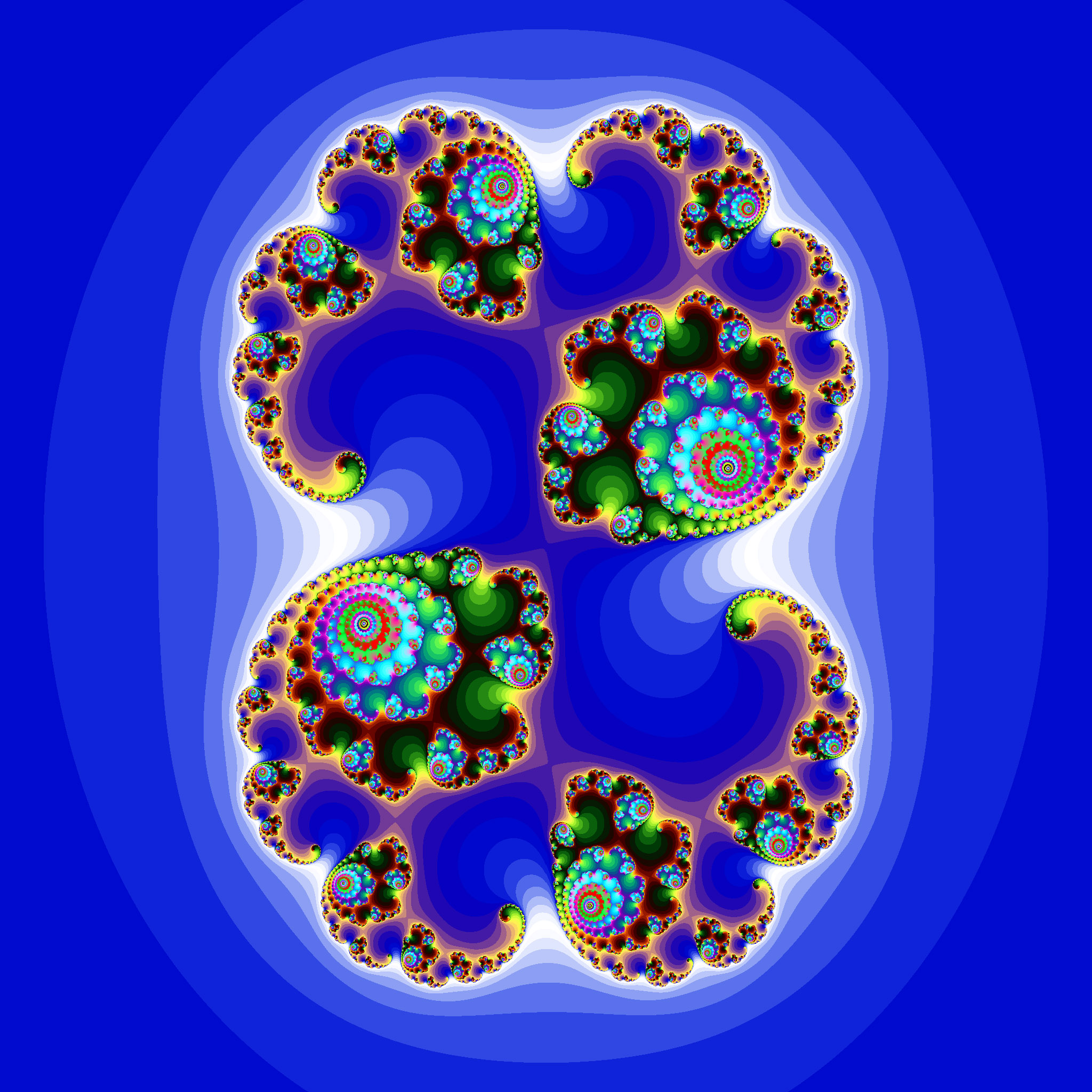
Supersamplad juliafraktal

Fraktaler har ofta en dimension som inte är ett heltal. Med detta menas att det inte går att mäta storleken på en fraktal med vanliga längd-, area- eller volymmått. Exempelvis har von Kochs snöflingekurva oändlig längd, men ändlig area. Används däremot ett mått som mäter i dimensionen ln 4/ln 3, snöflingekurvans dimension, har den ändlig storlek. Det finns flera olika sätt att konstruera mått som mäter icke-heltalsdimensioner, ett exempel är:
Lägg ett rutnät med sidolängderna δ över mängden som skall mätas. Låt antalet rutor som tillhör mängden vara N(δ). Om δ → 0 så är mängdens mått i dimension d gränsvärdet av N(δ)δd. Om mängden är en kurva och d = 1 så blir detta mått lika med kurvans längd, om mängden är en yta och d = 2 så blir detta mått lika med ytans area. Å andra sidan, om mängden är en kurva och d = 2, så blir måttet 0, vilket är rimligt eftersom en kurva har arean 0. Om detta mått används för att mäta storlek, har en fraktal ändligt mått större än noll om och endast om d är lådräkningsdimensionen. Ett annat mått som kan mäta icke-heltalsdimensioner är Hausdorffmåttet. Om en fraktal har ändligt och positivt Hausdorffmått av dimension d, har den Hausdorffdimensionen d. I många fall, men inte alla, överensstämmer lådräkningsdimensionen med Hausdorffdimensionen.

## Naturens matematik

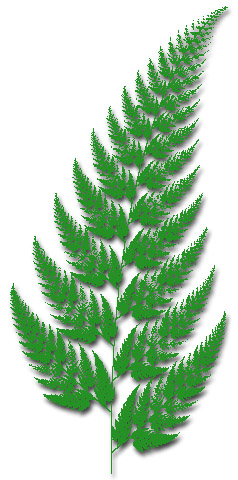
Figur 1. Detta är datorgrafik föreställande en ormbunke, renderat med en matematisk funktion.

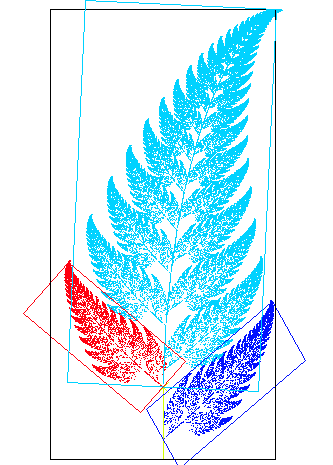
Skapandet med IFS

För att skapa en ormbunksliknande fraktal som i Figur 1 används ett itererat funktionssystem ("IFS") där funktionerna är ett system av fyra olika affina transformationsregler. Den affina transformationen kan exempelvis vara
{\displaystyle \ {x_{n+1}=ax_{n}-cy_{n}+e}}
{\displaystyle \ {y_{n+1}=bx_{n}+dy_{n}+f}}
För att skapa ormbunksbladet har konstanterna i de fyra reglerna värdena
| IFS | a     | b     | c     | d    | e   | f    |
| --- | ----- | ----- | ----- | ---- | --- | ---- |
| 1   | 0,0   | 0,35  | 0,0   | 0,0  | 0,0 | 0,7  |
| 2   | 0,2   | 0,23  | 0,26  | 0,22 | 0,0 | 1,3  |
| 3   | -0,15 | 0,26  | -0,28 | 0,24 | 0,0 | 0,44 |
| 4   | 0,85  | -0,04 | -0,04 | 0,85 | 0,0 | 1,6  |

Den första regeln är den som skapar bladets "stam" och som synes är konstanterna a, c, e samtliga lika med 0 (noll) vilket kommer att sätta variabeln x till noll. Stammen har ingen bredd, bara höjd, vilket betyder att den har endast en dimension. Anledningen till att den syns är endast den att datorgrafik är digital, skärmens punkter har en minsta möjlig utbredning (det går inte att visa mindre än en pixel). Som nämnts ovan är en fraktal självsimulerande. De övriga reglerna kopierar stammen och skapar de mindre (sekundära) bladens stammar som inte heller de är utbredda i mer än en dimension. Upprepas någon av dessa regler flera gånger i rad kommer stammen för den tredje nivån att skapas och så vidare Hela ormbunksbladet består egentligen inte av något annat än bladstammar som inte har någon utbredning. Om man betraktar det från en strikt matematisk synvinkel skulle det vara osynligt. Bladet syns endast på grund av att det visas med den digitalt begränsade datorgrafiken och är alltså inte någon matematisk beräkning som skapar ett ormbunksblad, bara endimensionella linjer som egentligen är osynliga. Ett riktigt ormbunksblad däremot består av tredimensionella celler av flera olika typer.

## Kända fraktaler
- Bifurkationsdiagram
- Binära automater
- Cantormängden
- Harter-Heighways drakkurva
- Henons attraktor
- Itererande funktionssystem
- Juliamängden
- von Kochs kurva
- Lévys C-kurva
- Lévys drakkurva
- Lorenz attraktor
- L-system
- Lyapunov

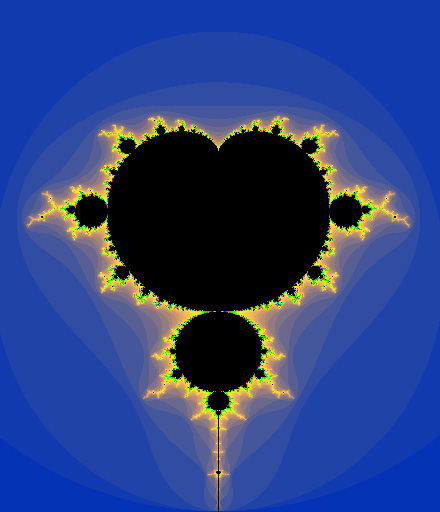
Mandelbrotmängden
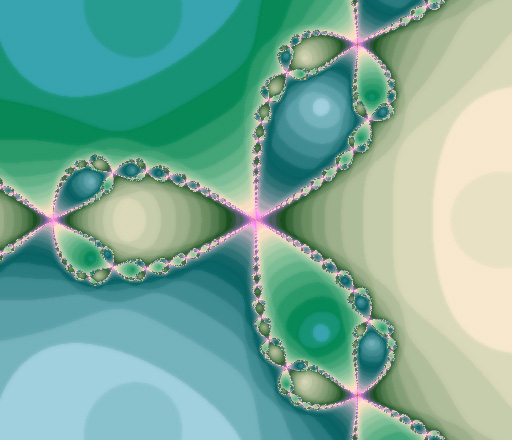
Newton-Raphsons iterationsmetod
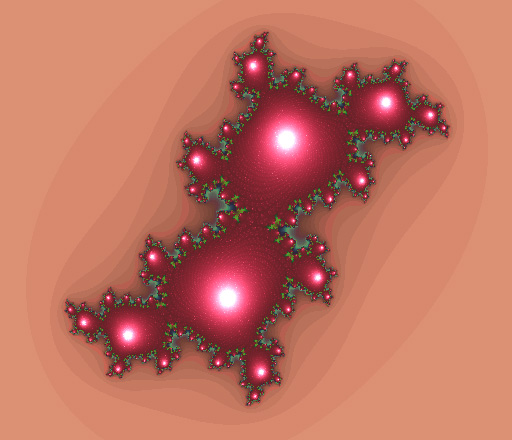
Juliamängden

- Mengers tvättsvamp
- Peanos kurva
- Sierpinskitriangel
- von Kochs snöflinga

## Exempel

Sierpinskitriangel
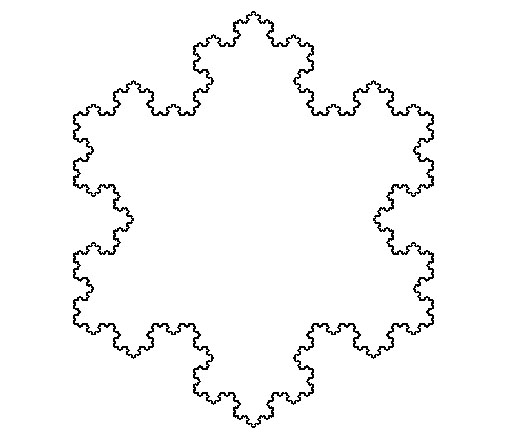
von Kochs snöflinga
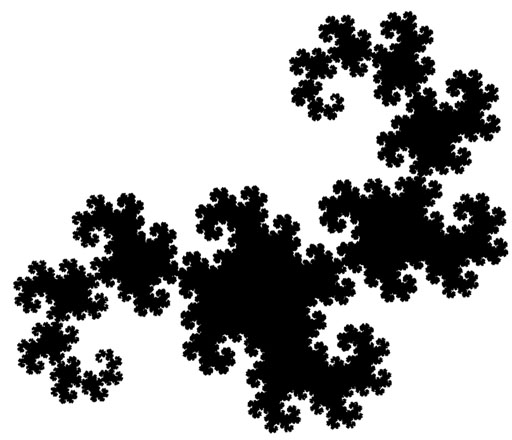
Harter-Heighways drakkurva

Linjära fraktaler i 3D:

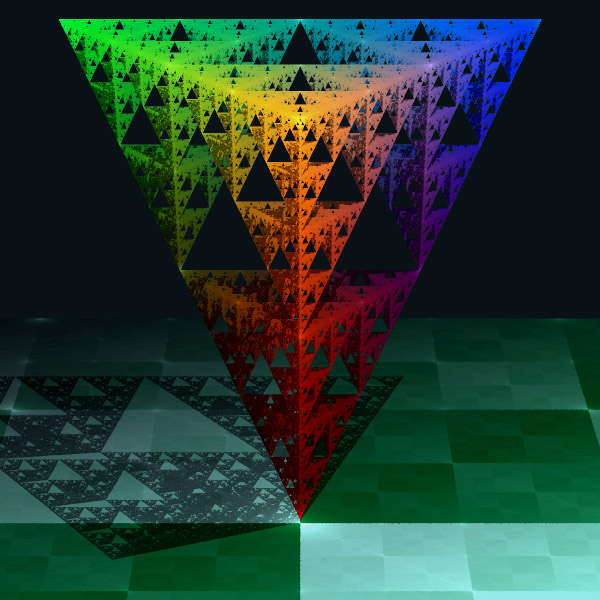
Sierpinskitetraed
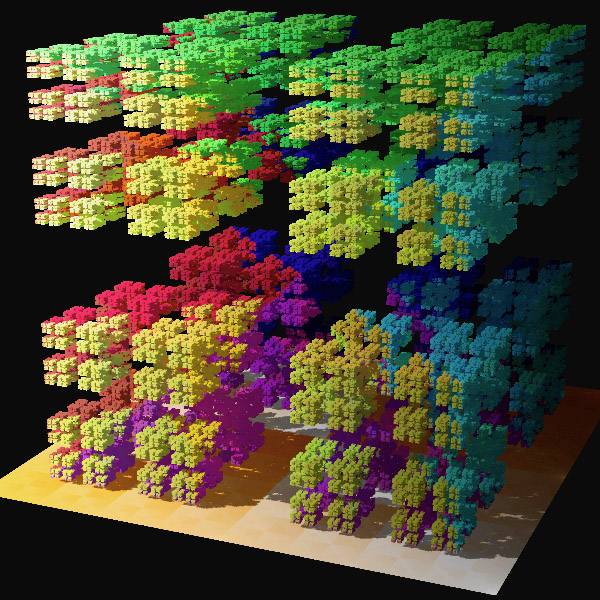
Cantordamm
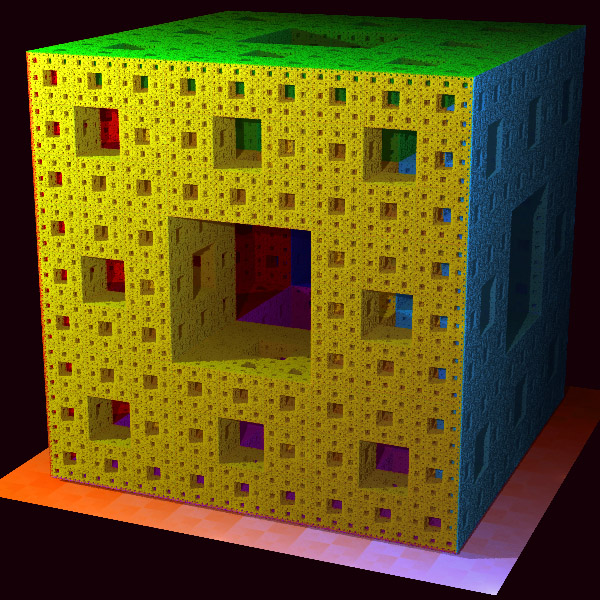
Mengers tvättsvamp

Icke linjära fraktaler:
- Mandelbrotmängden
- Newton-Raphsons iterationsmetod
- Juliamängden